# Luoghi de I Cavalieri dello zodiaco
Nella serie di anime e manga I Cavalieri dello zodiaco, l'azione si svolge in diversi luoghi, sia reali sia immaginari. Questi ultimi sono spesso ispirati a costruzioni realmente esistenti e comprendono sia luoghi creati dagli autori (come il Grande Tempio di Atene o il castello di Ade), sia reinterpretazioni di luoghi mitologici (per esempio l'aldilà o l'Olimpo).
Segue qui un elenco con la descrizione dei luoghi apparsi nei vari media che compongono la serie, divisi (ove possibile) per continente e stato. Sono esclusi luoghi reali che appaiono solamente come camei all'interno delle serie animate.

## Eurasia

### Giappone

#### Nuova Luxor
Nuova Luxor (nome dato nell'adattamento italiano dell'anime alla città di Tokyo), è la città di provenienza di Pegasus, Sirio, Andromeda e Phoenix e dove si trova la villa dei Thule villa Kido), la residenza di Lady Isabel: una struttura ispirata a villa Iwasaki con annesso osservatorio (nella serie animata), e dove questa ospiterà alcuni dei Cavalieri di Bronzo. 
Gli altri luoghi immaginari maggiormente presenti sono il Palazzo dei Tornei (in originale Colosseo Grado, ispirato al Colosseo) che nella serie TV fungerà poi da base segreta dei protagonisti per un certo periodo, l'orfanotrfio St. Charles (in originale Orfanotrofio dei bambini delle stelle) dove vive Lamia insieme ai vari orfani, l'appartamento di Pegasus nei pressi del porto più le varie strutture della Grande Fondazione gestita da Isabel (chiamata in originale "Fondazione Grado") come l'ospedale o il centro di ricerche del professor Righel, mentre nel fumetto I Cavalieri dello zodiaco - Saintia Sho: Le sacre guerrieri di Atena di Chimaki Kuori, Tokyo ospita anche il dojo Ryusei (dove vivono le protagoniste Kyoko e Shoko assieme a loro padre) e l'istituto privato Ryusei di proprietà della fondazione di Isabel.

Fra i luoghi della città realmente esistenti che appaiono nella serie originale vi sono principalmente l'Aeroporto Internazionale di Narita (esclusivamente nel manga originale) e la spiaggia di Enoisha (luogo di scontro fra Pegasus ed i primi Cavalieri d'Argento). La città ricopre un ruolo maggiore nel manga di Megumu Okada I Cavalieri dello zodiaco - Episode G - Assassin, dove molti dei suoi quartieri divengono il teatro di varie battaglie dei protagonisti e vi si trovano l'ospedale dove lavora Andromeda ad Hikarigaoka ed il bar Bbinbem (Выпьем) gestito da Crystal.

#### Altri luoghi in Giappone
- Monte Fuji: è la montagna più alta del Giappone. Viene introdotto nel fumetto originale di Kurumada, in quanto le sue grotte vengono usate come teatro lotta fra i Cavalieri di Bronzo ed i Cavalieri neri guidati da Phoenix[6]. In animazione il monte farà la sua prima apparizione nella serie animata Saint Seiya Ω  del 2011, in quanto alle sue pendici si trova il villaggio dei ninja del Fuji, luogo natale di uno dei protagonisti: Haruto[7].
- Monte Togakushi: montagna giapponese dove in Saintia Sho si trova il tempio dove si è ritirata Mayura del Pavone insieme ai suoi allievi Mirai e Shinato, e dove Shoko si allenerà per apprendere le tecniche dei Cavalieri di Atena prima di vestire l'armatura di Equeelus[8].
- Tempio di Discordia: Tempio creato dalla dea omonima nell'isola di Hokkaido dopo aver preso possesso del corpo di Daisy. Appare unicamente nel film La dea della discordia e scompare dopo la sconfitta della dea.
- Valle della morte: luogo introdotto nella serie animata del 1987 che sostituisce il monte Fuji nell'anime. Da piccoli Andromeda e Phoenix vi si erano recati in gita con i genitori prima della morte di quest'ultimi.

### Cina

#### Monte Lu

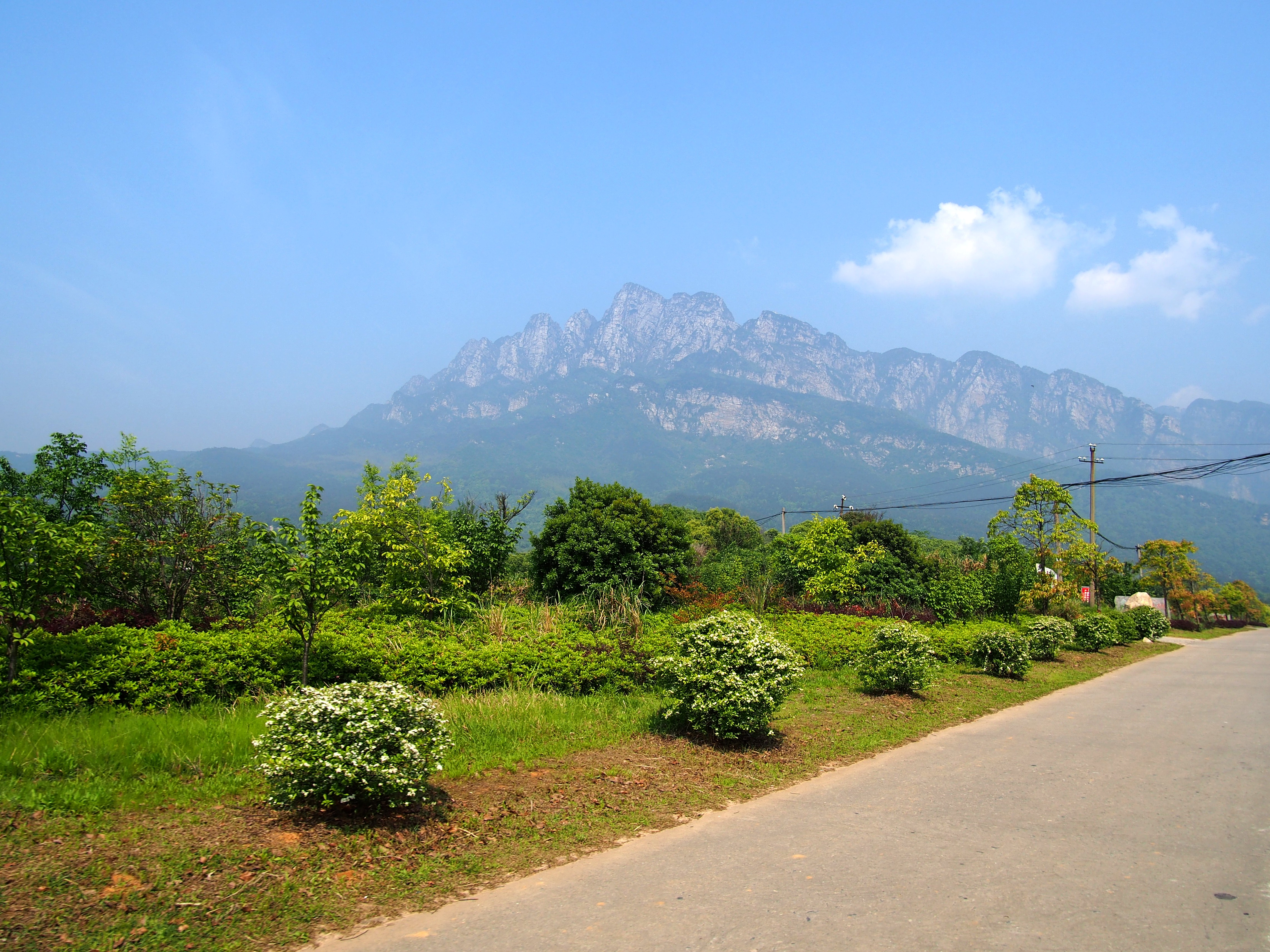
Foto del Picco Wulao (i Cinque picchi) nella zona del Lushan

Il Monte Lu (庐山T, 庐山S, LúshānP, Lu-sanW in giapponese Rozan) è una montagna cinese realmente esistente, sita nella regione dello Jiangxi che viene introdotto sin dal manga originale come il posto dove si trova il luogo di allenamento di Sirio: i Cinque Picchi (五老峰S, WǔlǎoP in giapponese Goro-oh, ed è il luogo in Saint Seiya Next Dimension dove vivono Shiryu, Shunrei e il loro figlio adottivo Shoryu.) con la Cascata del Dragone e la casa di Doko e Fiore di Luna, la quale (dopo la morte del Cavalier d'Oro) continuerà a vivervi insieme a Sirio e a loro figlio (Shoryu o Ryuho a seconda delle continuity).

In Saint Seiya Ω in una grotta del picco sono nascoste le rovine dell'acqua, uno dei cinque luoghi che i protagonisti devono distruggere per evitare che il Cosmo della Terra venga dirottato su Marte. Si tratta di una grotta con all'interno una fontana dall'aspetto di un drago in cui si trova un nucleo utilizzato per dirottare il Cosmo, protetta da Mirfak di Perseo. Il nucleo viene poi disattivato da poteri congiunti di Aria e Ryuho. In Next Dimension vediamo che vicino a questo luogo vi è una zona con un albero millenario, dal quale Dohko ha preso un ramo per fare il suo bastone.

#### Jamir
Il Jamir (ジャミール?, Jamīru): è una regione montuosa posta al confine fra Cina e India a più di 8000 metri. È il luogo dove i Cavalieri portano a riparare le proprie Sacre Armature. Chi fallisce trova la morte nel "cimitero delle armature" (un luogo infestato dagli spettri) accanto a cui vi si trova una torre priva di porta dove è sono soliti risiedere i riparatori di armature (in generale Mur).
 Apparso per la prima volta nel manga del 1986, il Jamir è stato poi ripreso da tutti gli autori successivi del franchising: in Episode G il luogo funge da teatro dello scontro fra Mur e Giapeto, mentre in I Cavalieri dello zodiaco - The Lost Canvas - Il mito di Ade fra le sue montagne è custodita la Nave della speranza che aiuterà i Cavalieri ad entrare nella Tela Perduta dopo essersi scontrato con il vascello di Eaco di Garuda.
Vi sono poi luoghi del Jamir mostrati al di fuori del manga di Kurumada sono il monte Jandara con la sorgente dell'acqua della vita (introdotto nella serie animata del 1987), la casa della famiglia di Yuzuriah della Gru e la città nascosta degli ultimi discendenti del continente di Mu in The Lost Canvas ed il campo di fiori dove Raki è solita giocare in Ω.

#### Altri luoghi in Cina
Pochi luoghi siti in Cina appaiono nella serie. Il più noto è la torre del sigillo, ove sono imprigionati le stelle malefiche degli Specter (ispirata al tempio di Bayon, in Cambogia), che Dohko controllo dalla cascata dei Cinque Picchi. Un altro luogo di particolare importanza è la grotta dove in Episode G si trova la gorgone Euriale, nella provincia del Sichuan.

### Altri luoghi in Asia

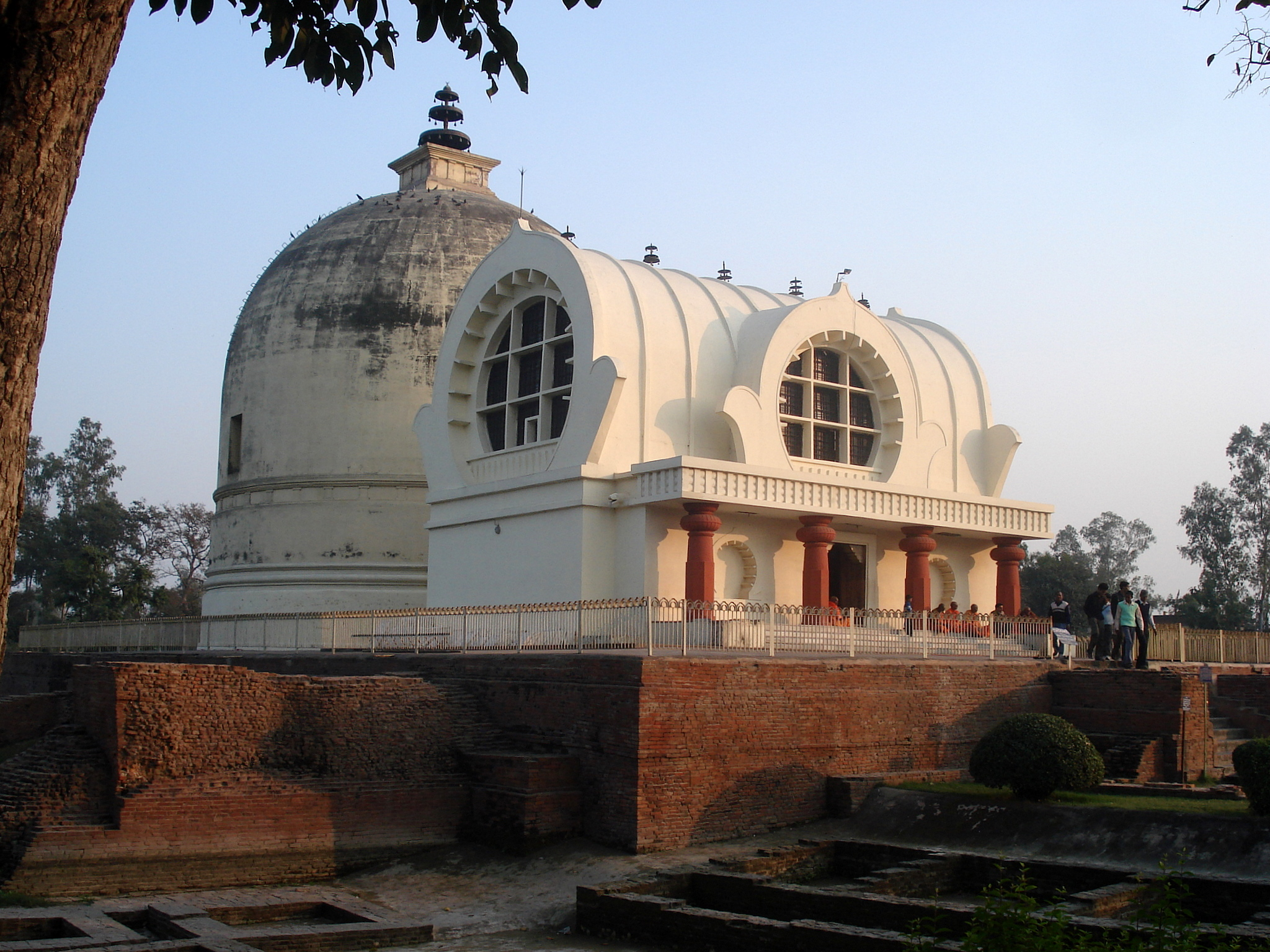
Lo stupa del Paranirvana a Kushinagar, apparso in Episode G

- Lo stupa del Parinirvāṇa (tradotto nella versione italiana come Casa del Nirvana): edificio sito a Kushinagar in India, nel luogo dove morì il Budda Shakyamuni. Virgo vi si reca in Episode G per meditare in modo da respingere i mostri evocati dai Titani, mentre fuori vi si svolge la battaglia fra Ioria ed il titano Ceo[14].
- Monte Arima: una montagna sita in Anatolia, apparsa nel romanzo Gigantomachia sede di un secondo Santuario dei Giganti dopo quello dell'Etna. Diventa la base di Tifone dopo la sua resurrezione nel secondo volume del romanzo e vi avviene la battaglia finale dei Cavalieri di Bronzo contro i suoi giganti, che vi poi sigillati tramite il sacrificio di Mei della Chioma di Berenice.
- Rovine dell'Aria: rovine poste in un imprecisato deserto mediorientale apparse in Saint Seiya Ω, poste a poca distanza dal villaggio dove Andromeda esercita come medico. Al centro (posto all'interno di una macina) si trova il Nucleo dell'Aria, creato da Mars per deviare il Cosmo naturale della Terra su Marte) protetto dal Cavaliere d'Argento Fly della Mosca. Una volta sconfitto il guardiano, il nucleo viene poi distrutto dai cosmi combinati di Aria e Yuna[15].
- Rovine della Terra: tempio situato in un'imprecisata zona del sud-est asiatico apparso in Saint Seiya Ω, posto vicino al villaggio del piccolo Nguyen. Al suo interno (posto all'interno di una clessidra) è presente il Nucleo della Terra (creato da Mars per deviare il Cosmo naturale del pianeta su Marte) protetto dal Cavaliere d'Argento Michelangelo di Caelum, mentre l'esterno è affidato ad Aspides (provvisoriamente promosso a Cavaliere dell'Idra Maschio). Una volta sconfitti i guardiani, il nucleo viene poi distrutto dai cosmi combinati di Aria e Haruto[16].

### Grecia

#### Grande Tempio
Il Grande Tempio (聖域?, sankuchuari, Sanctuary, tradotto Santuario nelle traduzioni dei manga) è la base dei Cavalieri di Atena guidati dal Grande Sacerdote, e si trova nelle montagne vicino ad Atene. Si tratta di un complesso di edifici protetto (almeno nell'anime) da una barriera che ne rende impossibile l'individuazione da parte delle tecnologie umane. Sebbene l'aspetto grafico e la presenza di alcuni ambienti possano variare a seconda delle opere, vi sono però alcune località ricorrenti.
La parte più famosa è la zona delle Dodici Case: una montagna che comprende (oltre ai templi sorvegliati dai Cavalieri d'Oro) il giardino dei Sala gemelli dietro la Casa della Vergine, la Sala del Sacerdote (dimora terrena della dea e dove risiede il suo Sacerdote) con alle sue spalle il Tempio di Atena con la statua della dea (in realtà è la sua armatura) Vi si aggiunge la Casa dell'Ofiuco (tredicesimo segno zodiacale, posta fra quelle dello Scorpione e del Sagittario), originariamente introdotta in una missione secondaria del primo videogioco per PS2, e in seguito ripresa da Masami Kurumada nel suo sequel.

Fra gli ambienti che ricorrono di più vi sono anche le zone di allenamento dei futuri Cavalieri, le abitazioni dove risiedono i soldati semplici, i Cavalieri d'Argento e Bronzo insieme ai soldati semplici e i loro allievi o familiari (fra le più conosciute vi sono quelle di Castalia e di Tisifone), il cimitero dei Cavalieri, l'arena dove si tengono gli scontri per aggiudicarsi le Sacre Armature (posta ai piedi delle Dodici Case) insieme alla Meridiana dello zodiaco (orologio di fuoco) e l'Altura delle Stelle (Star Hill, ispirato alla zona delle Metore), posto riservato alla lettura degli astri da parte del Sacerdote e che nei manga più recenti funge anche da accesso per il monte Olimpo.
Le varie opere successive al manga di Kurumada hanno poi mostrato varie prigioni (la cui più famosa è la prigione di Urano apparsa in Episode G e dedicata ai crimini più gravi) o ambienti esclusivi (come ad esempio la biblioteca nel romanzo Gigantomachia o l'ufficio di Phaeton e di Gigas o le caverne sotto la Casa del Sagittario nella serie televisiva del 1987). Nella prima stagione di Saint Seiya Ω, inoltre, la zona Dodici Case è stata distrutta e sostituita brevemente da Mars con una nuova Torre di Babele (sopra cui sono le Case sono state ricreate successivamente), con il castello del dio a poca distanza quando questi s'impone con l'inganno come alleato di Atena e nuovo Grande Sacerdote.
 Kurumada stesso ha poi introdotto nel suo sequel nuove località come il pozzo che connette la Terra con il Tartaro.

#### Luoghi intorno al Grande Tempio
- Rodorio: è un villaggio che si trova nei pressi del Grande Tempio dove il Gran Sacerdote è solito dare conforto spirituale e dove viene ospitata Patricia quando perde la memoria dopo essere giunta in Grecia per cercare Pegasus, mentre in Episode G viene visto che gli abitanti del luogo hanno il compito di custodire il passaggio tra il Santuario e il mondo esterno (che si trova dietro un negozio di fiori).
Rodorio appare anche in The Lost Canvas dove viene attaccato dallo Specter Minosse (sconfitto poi da Albafica dei Pesci), ed è la residenza del personaggio di Agasha (bambina figlia di un fioraio del luogo, amica di Albafica) e (nella versione animata) anche del cavaliere Hasgard del Toro (che accoglie numerosi orfani a casa sua)[23] e dell'ex apprendista Cavaliere Pakia[24].
- Collina della Dignità (ディグニティ・ヒル?, diguniti hiru, Dignity Hill): Collina posta entro i confini del Grande Tempio apparsa esclusivamente nel film La leggenda dei guerrieri scarlatti, sulla cui cima si trova il Tempio della Corona (コロナ神殿?, Corona Shinden), residenza di Apollo/Abel con intorno rovine di vari templi, simbolo dei pianeti che ruotano intorno al Sole.
- Palazzo degli Intrighi: palazzo fatto sorgere da Lucifero quando giunge sulla Terra a nord del Grande Tempio di Atena, dominato da un'imponente statua di Satana. Appare unicamente nel film L'ultima battaglia e crollerà dopo che il suo creatore farà ritorno all'inferno per mano di Pegasus.
- Isola dei guaritori: isola da cui il Grande Tempio dipende per la fornitura di erbe medicinali, che funge da teatro dello scontro fra il Cavaliere dei Pesci Albafica e lo Specter Luko della Driade. Viene introdotta per la prima volta nel CD Drama de The Lost Canvas di Shiori Teshirogi e poi ripresa dall'autrice nel primo volume extra del manga.
- Giardino dell'Eden: si tratta del luogo nominato nella Bibbia, divenuto ora sede di Eris e delle Driadi. Vi si trova il tempio della dea della discordia, dominato dall'albero del conflitto noto come Uterus. Inizialmente post ad est del Tempio di Atena, successivamente viene ricostruito in un'altra dimensione arricchendosi di nuove località quali il fiume dell'obliò, la foresta della fame, le montagne della rovina ed il lago del giuramento. Appare unicamente nel manga Saintia Sho e nel suo adattamento animato.
- Monte Nemea: monte introdotto nel fumetto Saint Seiya Next Dimension di cui è originario un branco di leoni che ha attaccato Rodorio, il cui leader viene affrontati da Kaiser del Leone in un flashback. Nella mitologia questo monte è lo stesso luogo dove Ercole uccise il leone durante le sue 12 fatiche.[25]

#### Altri luoghi in Grecia
- Capo Sounion: promontorio realmente esistente, sito nella regione greca dell'Attica, sulla cui sommità sono collocate le rovine di un tempio dedicato a Poseidone. Nella serie il luogo si trova vicino alla villa di Julian Kedives, e nelle sue profondità c'è una prigione utilizzata dal Grande Tempio per imprigionare i Cavalieri ribelli ed introdotta nella serie quando Gemini vi rinchiude il gemello Kanon dopo che quest'ultimo gli aveva proposto di prendere il possesso del Santuario insieme e dove il secondo troverà poi il tridente del dio del mare. Nell'anime del 2011 Saint Seiya Ω la prigione viene usata per Paradox dei Gemelli, ma verrà distrutta quando quest'ultima sarà fatta evadere dalla Pallassite Galia[26].
- Atene: la capitale della Grecia fa delle comparse sporadiche. La prima è nel primo capitolo del fumetto originale dove si vede uno scorcio di piazza Syntagma, mentre nel manga I Cavalieri dello zodiaco - Episode G di Megumu Okada fa una breve apparizione il palazzo del governo greco[27].
- Isola di Creta, introdotta per la prima volta in Episode G e successivamente ripresa nei volumi extra di The Lost Canvas. Nella prima storia, Ioria del Leone e i suoi servitori Lythos e Galan vi si recano per salvare dei bambini rapiti dal fantasma di re Minosse per risvegliare il Minotauro[27]. Nella seconda, Hasgard del Toro vi si reca per reclutare Cor Tauri (un automa creato da Dedalo e Zeus per proteggere la regina Europa ai tempi del mito e che ora dedica il suo tempo a proteggere gli orfani dell'isola) al fine di fermare la resurrezione dei giganti in Sicilia[28]. In entrambe le opere appare il labirinto del Minotauro, posto sotto il palazzo di Cnosso.
- Tempio dell'oracolo di Delfi: sede delle Pizie, sacerdotesse in grado di vedere il futuro guidate da Arkhes (moglie del Cavaliere del Leone, Ilias) nelle cui viscere riposa il mostro Pitone. Appare unicamente nei volumi numero undici e dodici della serie extra di The Lost Canvas.

### Italia
- Monte Etna: vulcano situato in Sicilia, introdotto per la prima volta nel 2002 all'interno del romanzo I Cavalieri dello zodiaco - Gigantomachia come il luogo dove sono sigillati i giganti dopo essere stati sconfitti nella Gigantomachia ai tempi della mitologia greca (in particolare Tifone ed Encelado, seguendo quanto detto nella mitologia greca) che qui avevano uno dei loro santuari, protetto dalla barriera chiamata "Campo di Flerga".
Il monte appare anche all'interno di un capitolo speciale di Episode G (dove viene però indicato come prigione del solo Tifone, che qui viene distrutto da Micene di Sagitter)[29] e poi nel nono volume della serie Extra di The Lost Canvas, dove viene ripresa l'idea che all'interno delle bocche del vulcano si trovi un vecchio santuario dei giganti[30].
- Taormina: città siciliana che appare nel primo volume del romanzo Gigantomachia, posta a poca distanza dall'Etna. Nel suo teatro greco si svolge il primo incontro dei Cavalieri di Atena con il Gigante Encelado.
- Città natale di Aron, Sasha e Tenma: è il luogo dove sono cresciuti i protagonisti del manga non canonico The Lost Canvas. È una città del XVIII secolo sita in una zona non precisata della penisola italiana, divisa da un muro in città alta e città bassa (dove si trovava l'orfanotrofio dei tre ragazzi) e circondata da boschi. Viene distrutta con l'inizio della guerra sacra dopo che in Ade si risveglia nel corpo di Aron[31], e poi inglobata nella Foresta della Morte creata da Thanatos e custodita dallo Specter Veronica[32].
In Saint Seiya Next Dimension un ruolo simile è ricoperto dalla città Firenze in Italia, quale luogo natale di Tenma e Sasha ma non di Aron (che invece vi si reca per diventare pittore). [33]
- Duomo della foresta: cattedrale posta nei boschi vicino alla città natale di Tenma e Aron che funge come Castello di Ade (dotata di barriera contro i Cavalieri)[34] in The Lost Canvas dopo l'inizio della guerra sacra fino a quando l'esercito del Re degli Inferi non si sposta nella Tela Perduta. La chiesa verrà poi inglobata nel dipinto (come l'intera penisola italiana) divenendo la Casa Melfica di Plutone, luogo del confronto finale fra lo spirito di Ade e i tre protagonisti[35]. Per un breve periodo sospesa sopra la cattedrale si trovava la residenza personale di Hypnos e Thanatos[36].
- Venezia: teatro del quarto volume della serie Extra di The Lost Canvas, dove si svolge una missione dei Cavalieri del Cancro e dei Pesci (Manigoldo ed Albafica) contro l'organizzazione criminale Nero (fondata da un gruppo di Cavalieri Neri) con l'aiuto della ladruncola Gioca. L'azione si svolge principalmente in due basi dell'organizzazione (una chiesa e la Soul Fortress, il palazzo dei capi di Nero), mentre fra i luoghi reali appaiono il cimitero e piazza San Marco[37].

### Asgard
Asgard è il luogo natio dei cavalieri di Asgard (God Warriors) fedeli al dio Odino e alla sacerdotessa Ilda di Polaris.
Asgard è una terra gelida, tormentata dalla neve e dai ghiacci, per questo i suoi abitanti hanno imparato cos'è la vita dura. Asgard è ricca di foreste e non mancano nemmeno caverne vulcaniche e ghiacciaio nei pressi delle coste. Manca completamente uno sviluppo tecnologico, sembra infatti essere fermi all'era mitologica. Gli abitanti vestono con mantelli e pelli di animali, si spostano a cavallo, si difendono con spade e lance e vivono in case in legno o, nel caso di famiglie nobili, in dimore in pietra. Nell'entroterra c'è il castello di Asgard, dimora di alcune famiglie nobili e della sacerdotessa di Odino, nonché punto di ritrovo dei cavalieri di Asgard.
Una prima versione di Asgard è quella comparsa nel secondo film, governata dal Sommo Sacerdote Balder. Tuttavia sia dell'Asgard della serie animata sia di quella del film non viene mai mostrata la città in sé, ma solo alcuni ambienti del palazzo.

### Siberia Orientale
- Villaggio di Kobetek: villaggio nativo di Jacob, dalle cui parti si è allenato Crystal sotto la guida di Acquarius e/o del Maestro dei Ghiacci (a seconda della continuity), posto a poca distanza dal luogo dove si trova il relitto della nave affondata dove riposa la madre del Cavaliere del Cigno. Nell'anime gli uomini del Grande Tempio obbligheranno gli abitanti del villaggio a costruire una piramide in modo da riaffermare il controllo del Gran Sacerdote sulla zona, prima di essere ostacolati da Pegasus e Crystal.
- Blue Grado (Blugrad nella traduzione Panini): città segreta sita nella Siberia dell'est (a poca distanza da Kobetek) e compare per la prima volta nel capitolo speciale Natassia nel paese di Ghiaccio, pubblicata originariamente nella storia di Cristal presente nel manga originale ed è la che dimorano dei guerrieri chiamati Blue Warriors (che fungono da antagonisti del capitolo). Secondo l'Hypermyth pubblicato sull'artbook Saint Seiya Cosmo Special, gli abitanti della città sarebbero i discendenti di un gruppo di cavalieri mandati da Atena a sorvegliare l'ingresso per Atlantide, a seguito della prima sconfitta di Nettuno (elemento poi ripreso da Shiori Teshirogi in The Lost Canvas).

### Altri luoghi in Europa

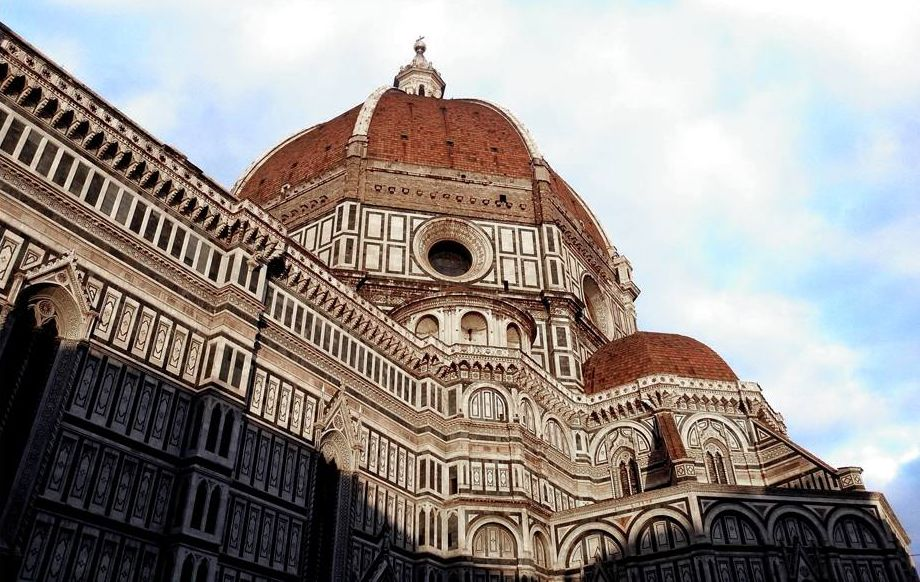
Il Duomo di Firenze, modello per il castello di Pallas in Saint Seiya Ω

- Il castello di Pandora e il magazzino dov'erano sigillati Thanatos e Hypnos, in Germania vicino a Tubinga. Da notare che sebbene il castello si trovi nel Baden-Württemberg, esso è disegnato come quello di Neuschwanstein, situato nella vicina Baviera[1]. Esso appare in tutti i manga della serie (manga classico, Next Dimension e Lost Canvas) con l'esclusione di Episode G.
- Palazzo dei Vivre (ヴィーブルの屋敷?, vīburu no yashik [N 5]): Palazzo in cui vive la misteriosa nobile francese madame Garnet (donna che ha ottenuto la vita eterna grazie ad un granato magico, a costo però dell'energia vitale di altre persone) insieme alle sue Gemme, spiriti delle pietre preziose in forma umana. Comprende varie sale (fra cui quella per le feste e la camera da letto) e la biblioteca sotterranea di Krest dell'Acquario. Appare unicamente nel terzo volume extra di The Lost Canvas.
- Pallasvelda (パラスベルダ?, Parasuberuda): città introdotta nella serie animata Saint Seiya Ω, graficamente ispirata a Firenze[38]. Situata ad ovest della catena montuosa Shelter[39], è il luogo natale del Cavaliere Celeris di Equeelus e della piccola Selene[40]. Prima dell'inizio della seconda stagione la città viene conquistata e fortificata dai Pallasite dopo che questi hanno rubato il tempo ai suoi abitanti i (sebbene i sotterranei ospitino una piccola resistenza[40]) e stabilito la loro base nel castello della città (visibilmente simile alla Cattedrale di Santa Maria del Fiore) in vista della guerra contro Atena. Dopo la sconfitta di Pallas e Saturno, la città torna alla normalità.
- Santa Accademia: una scuola segreta posta al centro di un lago nelle Alpi Svizzere, creata dalla Fondazione Grado per l'allenamento esclusivo delle Saintia[41] ed esclusiva del manga Saintia Sho e del suo adattamento. Fra le sue diplomate vi sono Kyoko di Equeelus, Mii del Delfino, Katya di Northen Crown, Erda di Cassiopea e Xiaoling di Ursa Minor. Viene distrutta da Cancer su ordine del Gran Sacerdote, uccidendo così allieve e insegnanti[42].

## Africa

### Egitto
Dove si svolge il manga Aiolos-hen, comprende la città del Cairo e la tomba dov'è sigillato Apophis (non lontano dalla diga di Assuan). Successivamente, in Episode G, una tigre dai denti a sciabola riprenderà vita insieme con una foresta preistorica vicino a Giza, per effetto della Sabbia Adamantina di Crono.

## America

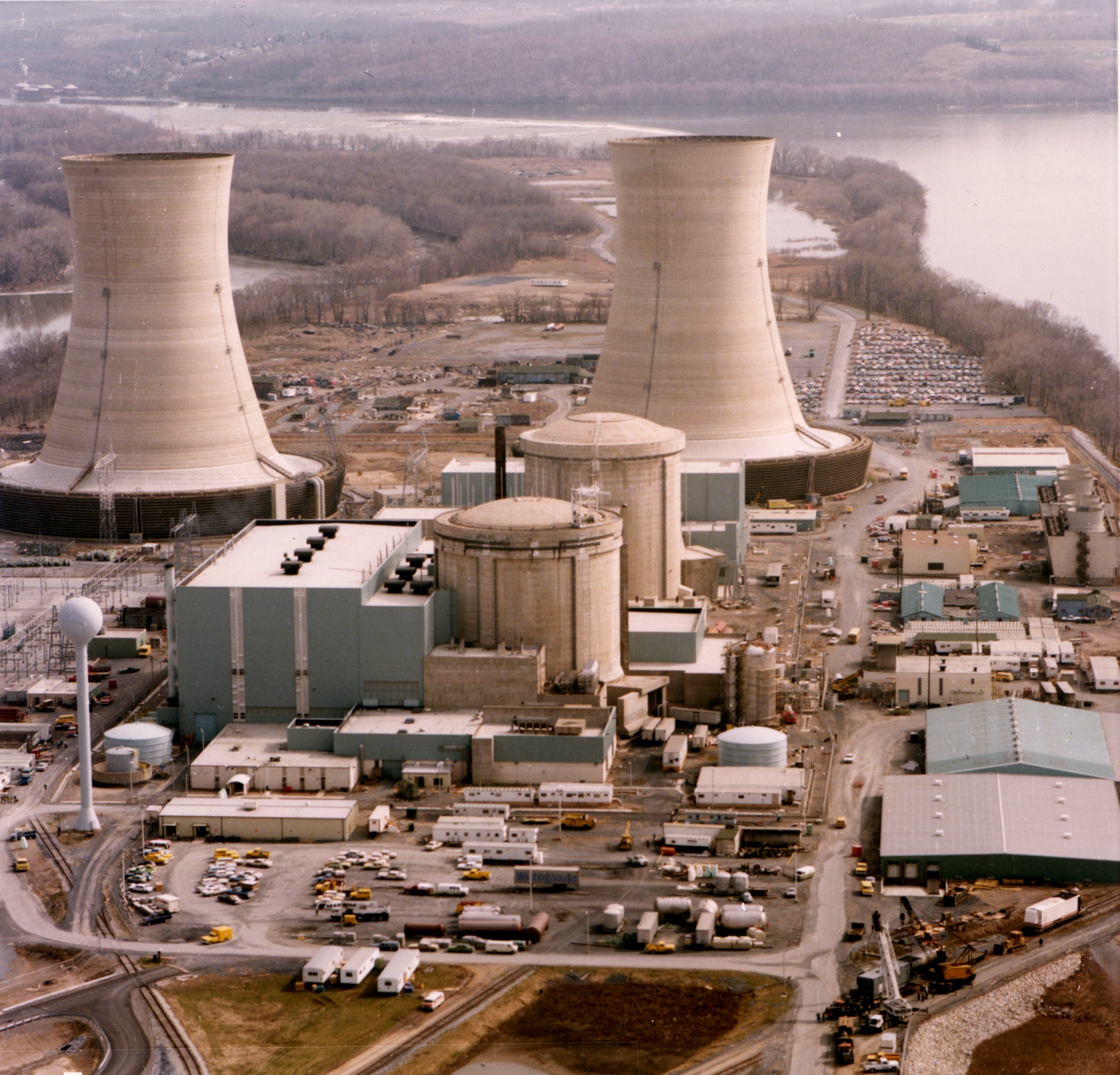
Foto dell'impianto di Three Miles Island

- Three Miles Island: isola realmente esistente sede dell'omonima centrale nucleare che fu teatro del famoso incidente nucleare del 1979. All'inizio del manga Episode G viene attribuito a un ribelle del Santuario, per vendicarsi del fatto che il Sacerdote non l'avesse nominato Cavaliere, venendo fermato da un giovane Ioria del Leone[43].
- Tempio di Texcatlipoca: Piramide mesoamericana apparsa nel secondo volume Extra di The Lost Canvas nelle cui viscere riposa il dio azteco Teztatlipoca, nonché sede dei guerrieri del dio (i Giaguari) guidati dal sacerdote Wesda. Si trova poca distanza dal villaggio di Calvera (oste con cui Cardia e Sasha fanno amicizia). Viene distrutta dopo il risveglio del suo dio.
- Rovine del fuoco: tempio mesoamericano apparso in Saint Seiya Ω, situato in una zona vulcanica a poca distanza dalla città natale di Souma di Lionet in America Latina. Al suo interno è custodito il Nucleo del Fuoco, utilizzato da Mars per dirottare parte del Cosmo della Terra su Marte e custodito dalla figlia di quest'ultimo: la High Martian Sonia di Hornet. Una volta sconfitta la guardiana, il nucleo viene poi distrutto dai cosmi combinati di Aria e Souma[44].

## Mare

### Regno sottomarino di Nettuno

Le divisioni dei sette oceani regnati da Nettuno

Il regno sottomarino, situato nel mar Mediterraneo, è costituito principalmente dal grande Santuario dei Mari (graficamente ispirato all'accademia di Atene), dove si trova la sua sala del trono del dio. Il mare sopra di esso è sorretto da sette colonne (ognuna custodita da uno dei Generali degli abissi) divise per oceani (gli oceani Atlantico e Pacifico sono divisi in settentrionale e meridionale), più l'enorme colonna portante (Main Braed Winner in originale manga/anime classico) posta dietro il trono di Nettuno). Vi è anche una grande sala dove Kanon trova l'anfora di Nettuno, l'armatura del dio dei mari e le 7 armature dei Generali degli Abissi.
In Lost Canvas viene mostrata Atlantide, descritta proprio come regno del dio dei mari. In questo manga il santuario del dio viene disegnato sull'acropoli della città, affiancato a una statua rappresentate Nettuno. Sia la città sia la statua vengono distrutte dalla lotta tra Degel dell'Acquario e Unity del Dragone Marino, e poi dal potere rilasciato dal frammento di oricalco appartenente al dio dei mari.
Differenziandosi da Lost Canvas, Atlantide viene anche mostrata nel manga "Kurumada Suidoken Hero of Heros", dove viene detto che è stata distrutta anticamente da Zeus, ed è sede di una dimensione distorta.

### Isole
- L'isola di Morgana, base dei Cavalieri di Morgana, nel mare dei Caraibi.
- L'Isola della Regina Nera (デスクイーン島?, Death Queen Island, Isola Death Queen nell'adattamento del manga Star Comics) luogo di allenamento di Phoenix e base dei Cavalieri neri. Per alcune referenze, come la maschera di Guilty e la presenza di vulcani, sembrerebbe un'isola indonesiana affine a Bali o Kiribati.
- L'isola di Andromeda (Andromeda Isla), luogo di allenamento di Andromeda. È un'isola desertica dove la notte la temperatura scende al di sotto dello 0 °C e di giorno supera i 50 °C situata nei pressi della costa Somala.
- L'Isola del riposo (Isola di Kanon, in originale): isola vulcanica situata nei pressi della Grecia dove Ikki si reca per rinforzare la sua armatura in vista dello scontro con il Sacerdote, e dove nell'anime conosce Elena e affronta Loto e Pavone. È la stessa isola vulcanica dove Odysseus in un flashback durante un'eruzione vulcanica salva la vita dei piccoli Shion e Dohko in Next Dimension.

## Regno degli inferi
Il regno degli inferi (in giapponese Meikai tradotto in "Mondo dei morti" nel manga classico) il regno di Hades, un luogo accessibile solo dai morti, da chi ha padronanza dell'Ottavo Senso o da chi possiede la protezione del dio degli inferi.

Esso si compone principalmente da Inferno (dove vengono puniti gli umani dopo la morte) ed Elisio, divisi dal Muro del Lamento e da una superdimensione attraversabile solo dagli dei. Sotto la giurisdizione del regno di Ade rientra anche la salita attraverso cui le anime giungono all'inferno (la Bocca di Ade), tuttavia nel manga classico appaiono dei buchi che collegano la Terra con l'oltretomba vicino al castello di Ade, base del suo esercito sulla Terra.

### Valle della morte
La Valle della morte (四泉比良坂?, Yomotsu Hirasaka, letteralmente la salita che conduce all'aldilà), è un luogo sinistro che precede il vero e proprio Inferno (Ade). Si tratta di un territorio arido e roccioso, costellato da fuochi fatui verdi-azzurri che illuminano fiocamente la zona, con vie sinuose, tutte inevitabilmente dirette verso il cratere di un vulcano (denominato nell'adattamento italiano della serie televisiva "Bocca di Ade") la quale è ben visibile anche a grandi distanze, dominando il paesaggio come un imponente monte. Sulla cima si presenta come un'immane voragine, apparentemente senza fondo, nella quale si gettano le anime appena decedute. Una volta caduti nella voragine, non c'è più alcuna speranza per lo sventurato di turno di sottrarsi al suo triste destino di morte, perché finisce nel vero e proprio averno dove la legge di Ade lo vincola a finire condannato in una delle prigioni infernali.
Nelle varie opere della serie il colpo segreto dei Cavalieri del Cancro (gli "Strati di Spirito") è in grado di strappare l'anima dal corpo della vittima per poi spedirla lungo questa salita. In condizioni "normali" non c'è comunque possibilità di ritorno da questo luogo a meno che non si benefici di aiuti esterni, come nel caso di Sirio aiutato direttamente dalla dea Atena, oppure Andromeda che in Next Dimension utilizza la sua catena che oltrepassa le dimensioni per uscire dalla valle.
In The Lost Canvas questo territorio è considerato sotto la gestione di Ade, ed esiste un passaggio segreto usato dagli Specter che collega la valle con la Sesta Prigione dell'inferno, localizzato all'interno di un edificio in rovina custodito da Fedor della Mandragola.

### Inferno

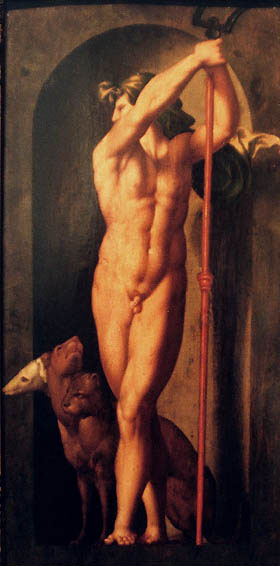
Mappa dell'Inferno

Nell'universo dei Cavalieri dello Zodiaco l'Inferno (地獄?, Jigoku) è la zona del mondo dei morti dove gli umani vengono punti per i loro peccati, e nel crearlo Masami Kurumada si è ispirato a quello della Divina Commedia (seppur con alcune differenze, per esempio non è presente il Limbo) difatti vi si accede attraverso una porta che recita "Lasciate ogni speranza, Voi Ch'entrate" e la sala del trono di Ade è posta è situata nella zona della Giudecca all'interno del Cocito, dove nel poema si trovava Lucifero. Non è da confondere con il Tartaro apparso in Episode G.
Geograficamente l'inferno si compone del vestibolo (dove si trovano gli ignavi), il fiume Acheronte o Sanzu, e da "otto prigioni, tre valli, dieci malebolge e quattro sfere". Ogni zona è protetta da almeno uno Specter (Caronte ha l'Acheronte, Lune la prima prigione, Pharaoh la seconda...).
 Dietro la seconda prigione è presente anche un campo di fiori (dove si trova Euridice, fidanzata del Cavaliere della Lira Orfeo), mentre oltre il trono di Ade (all'interno del palazzo della Giudecca) si trova il Muro del Lamento (Muro del pianto nelle traduzioni del manga), una parete che separa gli inferi dai campi elisi e che può essere attraversata solo dalle divinità.
In Saint Seiya Next Dimension viene mostrato come gli spiriti che si trovano sull'enorme sponda dell'Acheronte è che non vengono traghettati da Caronte, sono come degli zombie privi di volontà.
Nella serie The Lost Canvas, sulla cima della cascata di sangue al confine fra la prima e la seconda valle era collocata una magnolia, misteriosamente giunta negli inferi dopo avere ottenuto l'ottavo senso. Un'altra località esclusiva di questa serie è la residenza dello Specter noto come Atavaka.

### Iperdimensione
L'Iperdimensione (Superdimensione nell'adattamento Star Comics) è una dimensione di passaggio tra l'Ade e i Campi Elisi, situata dopo il Muro del lamento. Solo le divinità, che non hanno bisogno di distruggere il muro, possono attraversare indenni l'Iperdimensione, tutti gli altri una volta entrati in essa finiscono ridotti in pezzi in pochi attimi. Un'eccezione riguarda gli umani che sono dotati di un'armatura potenziata dal sangue di una divinità come quelle di Seiya, Shiryu, Hyoga e Shun (o che comunque godono di protezione divina data sempre attraverso il sangue, come i sigilli usati da Sage oppure mediante manufatti divini come la collana regalata da Pandora a Ikki), i quali non vengono distrutti appena entrano in questo spazio. L'Iperdimensione appare come uno spazio geometrico infinito, similmente alla Dimensione oscura prodotta da Gemini, che ha come paesaggio pianeti e stelle sconosciute. In questo spazio vi è una forte pressione e gli umani rischiano di perdersi e vagare per sempre se le loro armature non sono dotate di ali, infatti i protagonisti della serie classica riusciranno a raggiungere l'Elisio grazie alle ali delle loro armature.
Nel manga The Lost Canvas di Shiori Teshirogi, il luogo viene spesso denominato (per la sua peculiarità di potere essere attraversata solo da divinità o con il permesso di queste ultime) "Via degli dei". Viene aperta varie volte sia da Thanatos (la prima volta per distruggere Sage e Manigoldo, in seguito in un flashback dell'anime dopo la guerra sacra del 1500 per tornare nell'Elisio dal Santuario), da Aspro (per distruggere il corpo di Yoma che ospita Kairos) e infine da Sasha, Tenma e Aron per ricacciare Ade lontano dalla Terra. In quest'opera l'Iperdimensione può essere usata come passaggio da un luogo all'altro, non necessariamente solo per l'Elisio (Kairos afferma di volerla usare per tornare sull'Olimpo), in modo simile a come Aspro e Defteros usano quella Oscura.

### Elisio
L'Elisio o Campi Elisi (エリシオン?, Elisyum,  Eliseo nella traduzione Panini Comics), come visto nel manga classico in esso sono presenti il tempio di Thanatos, quello di Hypnos e il grande Mausoleo di Hades. È un luogo sereno e tranquillo, con un cielo azzurro, un sole limpido e ricoperto da un immenso prato fiorito. A quanto viene detto da Hypnos non è mai stata versata una goccia di sangue sul suo terreno, almeno fino all'arrivo di Pegasus e dei suoi compagni. Oltre agli dei risiedono alcune ninfe, loro servitrici e (a detta di Thanatos) anche i Cupidi.
L'Elisio era già stato precedentemente nominato da Abel nel terzo film, indicandolo come il luogo dove vivono le anime degli antichi dei e dove il dio del Sole voleva condurre lo spirito della sorella Atena.

## Altre dimensioni parallele
- Tartaro. introdotto nel manga Episode G come il luogo in cui finiscono le anime degli dei sconfitti, e dove Zeus sigillò i Titani insieme al loro popolo e al loro palazzo: il Chronos Labyrinthos o Labirinto del tempo. È descritto come un baratro sconfinato di tenebra in cui non esistono punti di riferimento per orientarsi e tanto i mortali, quanto gli dei come i Titani, sono attirati da un'irresistibile forza di gravità verso di esso appena viene meno un basamento fisico su cui poggiarsi; quando ciò accade delle braccia di tenebre emergono dall'abisso infinito per avvinghiare e trascinare più rapidamente i malcapitati.
Viene poi citato da Kurumada nel capitolo 100 in Saint Seiya Next Dimension come il luogo dove Atena ai tempi del mito imprigionò il tredicesimo Cavalieri d'Oro, Asclepio. Kurumada ci mostra che in un luogo proibito del Santuario di Athena vi è una profonda caverna alla fine della quale vi è un pozzo che è un passaggio dimensionale profondo 9 giorni e 9 notti che conduce nel Tartaro. Viene detto che il Tartaro è un luogo, una prigione, situato nell'Ade regno del dio Hades, ma che il dio non ha nessun potere sul Tartaro.[48]
- Mondo dei sogni (夢界?, Mukai) è la dimensione parallela posta sotto il controllo delle divinità dei sogni affiliate ad Hypnos introdotta in The Lost Canvas, dove viene lo scontro fra quest'ultimi ed i Cavalieri El Cid del Capricorno e Tenma di Pegaso.
Vi è possibile accedervi tramite dei portali creati dai suoi custodi o degli squarci dimensionali ed è divisa in quattro zone: la Morfia (posta sotto la protezione di Morfeo, al cui interno sono imprigionate le anime di re ed eroi), la Phobia (in cui si manifestano gli incubi), la Phantasia (in cui si manifestano dolci sogni, posta sotto la protezione di Fantaso) più una quarta creata da Hypnos per imprigionarvi Aron al fine di risvegliare Ade.
Rispetto al mondo dei morti, quello dei sogni viene descritto come una prigione in cui sono intrappolate anime a cui viene impedita la rinascita tramite un sonno eterno.
- Terra degli eremiti (仙境?, senkyō): è la dimensione parallela introdotta nel sesto volume della serie extra di The Lost Canvas, dedicato a Dohko di Libra ed è la sede dei Taonia, i guerrieri taoisti responsabili dell'equilibrio in Asia[49] guidati dal Grande Drago Bianco. Il portale che la collega alla Terra si sposta ogni anno[49], ma è anche possibile accedervi tramite uno specchio magico[50]. Lo stesso Dohko vi si era allenato brevemente prima di divenire un Cavaliere di Atena[49].
- Confini del Tempo è una dimensione introdotta in Saint Seiya Ω dove avviene lo scontro di Haruto e Soma contro il Cavaliere dell'Acquario Tokisada, e da dove quest'ultimo verrà poi reclutato da Saturno per unirsi ai Pallasite. Il luogo ha l'aspetto di un deserto pieno di edifici sepolti dalla sabbia. A detta di Tokisada si tratta di luogo da cui è impossibile uscire senza aiuto esterno.
- Mondo perduto (失われた世界?, rosuto wārudo, Lost World): è la linea temporale alternativa da dove arrivano gli antagonisti del manga I Cavalieri dello zodiaco - Episode G - Assassin. Si tratta di un mondo parallelo dove la ribellione di Gemini non ha avuto luogo e Micene è divenuto Grande Sacerdote, ma durante la Guerra Sacra Ade (nel corpo di Andromeda) è riuscito ad uccidere tutti i Cavalieri di Bronzo[51], e la battaglia è stata vinta grazie al fatto che Phoenix è riuscito a risvegliare la personalità del fratello con il Fantasma Diabolico[52]. Successivamente Zeus si è risvegliato nel corpo di Ioria, uccidendo vari Cavalieri ed obbligando Micene ad eliminare suo fratello minore[53]. Questi eventi hanno poi lasciato un mondo distrutto, portando Andromeda/Ade ed il Cavaliere del Sagittario ad uccidere la Isabel del loro mondo[54] (la quale è poi rinata come due gemelle), revocando il divieto dei Cavalieri di portare armi per poi richiamare guerrieri dalle varie epoche tramite un sortilegio per poi muovere guerra alle altre linee temporali[55], considerando tale scelta l'unica soluzione per salvare la loro realtà[51].
- La porta dello Spazio-Tempo: è un luogo, una dimensione, visto in Saint Seiya Next Dimension, indicato come un luogo "infinito" e dove persino gli "Dei" possono perdersi. Dall'esterno assomiglia ad un grande lago situato in un punto dell'olimpo, ma le acque del lago sono lo spazio-tempo infinito dove fluttuano infinite galassie che sono passaggi temporali per innumerevoli periodi del tempo. È la dimora del Dio supremo Chronos.[56]

## Mondo Celeste (Olimpo)
È il mondo dove abitano gli dei greci dotati del loro corpo originale, è un luogo assimilabile come l'Olimpo.
Di questo mondo è stato visto qualcosa nel manga introduttivo al film Le porte del paradiso, ossia la prigione dov'era detenuto Toma, prima di essere liberato per uccidere Pegasus e i suoi amici. Nel nuovo manga Saint Seiya - Next Dimension - Myth of Hades sequel del manga classico, Atena e Andromeda si recano in questo mondo celeste indicato essere proprio l'Olimpo, per incontrare Artemide, e il monte si presenta molto grande con vari luoghi, sentieri e valli, è ricco di antiche rovine. . Finora si è potuto vedere di questo luogo:
- La strada dove si trova la grande colonna prima del Tempio di Artemide, dove Atena e Shun incontrano la strega lunare Ecate, guardiana della strada che conduce al tempio. È un crocevia con diverse strade, dove è facile perdere l'orientamento.
- Bosco di alberi secchi situato nei pressi del crocevia dell'Olimpo. Anche in questo luogo è facile perdersi, e quindi girare intorno senza trovare la strada giusta.
- Il tempio della dea della Luna, Artemide; simile a una cittadella fortificata, è un'enorme costruzione a struttura piramidale ma in stile greco antico. In una zona indipendente di questo grande complesso si trova il tempio della dea della luna vero è proprio, collegato al resto dell'Olimpo da un sentiero. La struttura esterna è formata da numerosi piccoli templi, torri e torrette. La maggior parte degli edifici sono illuminati da fiaccole, che risplendono nella notte, e un grande faro a fiamma rossa illumina il vertice a punta della costruzione. È evidente che il tempio agisce come equivalente dell'intero Santuario di Atena, facendo da residenza non solo alla dea, ma anche al suo esercito di Guardiane Lunari, le guerriere e seguaci di Artemide.
- La prigione lunare situata nelle vicinanze del tempio di Artemide, dov'è imprigionato Toma; si presenta sotto la forma di un piccolo tempio situato in mezzo a un laghetto.
- La strada che conduce alla dimora di Cronos, che si presenta come una zona montagnosa con diverse rovine di templi e statue e con profondi burroni, viene chiamata "strada delle pendici del monte Olimpo", è un luogo in cui si può perdere l'orientamento facilmente, è Ecate riferisce che è una strada segreta.
- Il grande lago situato sul monte Olimpo dove dimora Chronos, il dio ancestrale del tempo. Viene indicato essere su una zona "rialzata" e "proibita" del sacro monte Olimpo. Il Lago di Chronos è chiamato anche "la porta dello spazio tempo", ed è mostrato come una vastissima distesa d'acqua, un lago, dove vi confluiscono svariati ruscelli attraverso delle cascate. Le acque del lago non sono vere acque, ma una raffigurazione dello spazio-tempo nel quale Chronos dimora e dove si possono vedere fluttuare le stelle e innumerevoli nebulose dell'Universo, che rappresentano varchi spazio-temporali, punti di accesso per i vari periodi temporali del passato o del futuro. Viene detto che questo luogo dello spazio-tempo è infinito. Il lago è circondato da montagne rocciose disseminate di rovine di templi, e come viene detto, raggiungerlo non è affatto facile, essendo situato in un luogo dove si può perdere facilmente l'orientamento, smarrendo la giusta via.
- Tempio di Apollo, dimora del Dio Apollo, è un grande tempio in stile greco antico situato in un luogo non precisato del monte olimpo e assomiglia al Tempio di Athena in cima al Santuario della dea. È mostrato in un pagina dell'ultimo volume di Saint Seiya Next Dimension. [58]

Il Santuario di Artemide visto in Saint Seiya Next Dimension appare anche in Saint Seiya Saintia Sho.

## Altri luoghi terrestri e no

### Spazio-Tempo
È un luogo sconfinato pieno di stelle, galassie e nebulose, ed è presentato come una dimensione spazio-temporale dove persino un dio può rischiare di perdersi.(visto in Saint Seiya Next Dimension, ma menzionato anche nel manga classico e in Episode G Assassin).

### Marte
Il quarto pianeta del sistema solare, dominato dal dio guerriero Mars. In Saint Seiya Omega è anche il luogo dove Mars è intrappolato nell'albero della vita di Marte, Saori e Seiya, come catalizzatori e rendendolo nuovamente un mondo fertile. Probabilmente è tornato a essere un pianeta deserto dopo la fine di Ludwig e Apsu.

### Saturno
Il castello del dio del tempo Saturn, situato su Saturno. Visto in SS Omega.

### Annotazioni
1. ↑  Nel manga la struttura riprende invece il palazzo del Reichstag di Berlino
2. ↑  Come specificato nelle note del numero 2 dell'edizione Star Comics del manga classico, la traduzione corretta sarebbe "picco dei cinque anziani". Il nome "cinque picchi" viene però ripreso nell'edizione italiana di The Lost Canvas
3. ↑  Nel prequel The Lost Canvas e nel sequel Saint Seiya Ω dove il ruolo di Mur è ricoperto da altri personaggi (rispettivamente da Hakurei dell'Altare e da Kiki, allievo di Mur nella serie classica) la torre presenta un accesso.
4. ↑  Nell'anime classico sembrano esserci due statue: una di pietra e una d'oro più piccola (apparsa al posto di quella di pietra durante la battaglia finale contro Gemini), posta sotto quella più grande. Queste due statue si possono notare nel film dedicato a Lucifero, al ritorno di Isabel al Grande Tempio.
5. ↑  Vivre è la traslitterazione errata di Vuivre: creatura del folklore francese, simbolo di Garnet, la padrona del palazzo.
6. ↑  Il Sanzu è l'equivalente dell'Acheronte nella mitologia buddista. In particolare Pegasus si riferisce al fiume come Sanzu quando lo vede per la prima volta, ma successivamente Caronte specificherà il nome Acheronte

### Fonti
1. 1 2 3 4 5  I modelli della serie su icavalieridellozodiaco.net
2. ↑  Manga de I Cavalieri dello zodiaco - Saintia Sho - Le sacre guerriere di Atena, capitolo 1
3. ↑  Manga de I Cavalieri dello zodiaco, capitolo 3
4. ↑  Manga de I Cavalieri dello zodiaco - Episode G - Assassin, capitolo 4
5. ↑  Manga de I Cavalieri dello zodiaco - Episode G - Assassin, capitolo 19
6. ↑  Manga di Saint Seiya - I Cavalieri dello zodiaco, capitolo 13
7. ↑  Anime di Saint Seiya Ω, episodio 22
8. ↑  Manga de I Cavalieri dello zodiaco - Saintia Sho - Le sacre guerriere di Atena, capitolo 5
9. ↑  Anime di Saint Seiya Ω, episodio 19
10. ↑  (JA) Project Seiya (a cura di), Saint Seiya Enciclopedia, Tokyo, Shueisha LTD, 2000,  p. 181.
11. ↑  Manga de I Cavalieri dello zodiaco - The Lost Canvas - Il mito di Ade - Extra, Volume 14, Extra Trak: L'emblema di sangue
12. ↑  Manga de I Cavalieri dello zodiaco - The Lost Canvas - Il mito di Ade - Extra, capitolo 76
13. ↑  Anime di Saint Seiya Ω, episodio 54
14. ↑  Enciclopedia Galattica, in I Cavalieri dello zodiaco - Episode G Volume 0. Pagina 182. Panini Comics
15. ↑  Anime di Saint Seiya Ω, episodio 13
16. ↑  Anime di Saint Seiya Ω, episodio 15
17. 1 2  Manga de I Cavalieri dello zodiaco - Next Dimension - Myth of Hades, capitolo 14
18. ↑  Manga de I Cavalieri dello zodiaco - Saintia Sho - Le sacre guerriere di Atena, capitolo 33
19. ↑  Manga de I Cavalieri dello zodiaco - Episode G, capitolo speciale 6
20. ↑  Anime di Saint Seiya Ω, episodio 10
21. ↑  Anime di Saint Seiya Ω, episodio 9
22. ↑  Manga de I Cavalieri dello zodiaco - Next Dimension - Myth of Hades, capitolo 100
23. ↑  Anime de I Cavalieri dello zodiaco - The Lost Canvas, OAV 9.
24. ↑  Anime de I Cavalieri dello zodiaco - The Lost Canvas, OAV 19.
25. ↑  Manga di Saint Seiya - Next Dimension - Myth of Hades, capitolo 91.
26. ↑  Anime de Saint Seiya Ω, episodio 75
27. 1 2  Manga de  I Cavalieri dello zodiaco - Episode G, capitolo 18
28. ↑  Manga de I Cavalieri dello zodiaco - The Lost Canvas - Il mito di Ade - Extra, volume 9
29. ↑  Manga de I Cavalieri dello zodiaco - Episode G, capitolo speciale 4
30. ↑  Manga de I Cavalieri dello zodiaco - The Lost Canvas - Il mito di Ade - Extra, capitolo 61
31. ↑  Manga de I Cavalieri dello zodiaco - The Lost Canvas - Il mito di Ade, capitolo 1
32. ↑  Manga de I Cavalieri dello zodiaco - The Lost Canvas - Il mito di Ade, capitolo 56
33. ↑  Manga di Saint Seiya - Next Dimension - Myth of Hades, capitolo 101.
34. ↑  Manga de I Cavalieri dello zodiaco - The Lost Canvas - Il mito di Ade, capitolo 10
35. ↑  Manga de I Cavalieri dello zodiaco - The Lost Canvas - Il mito di Ade, capitolo 222
36. ↑  Manga de I Cavalieri dello zodiaco - The Lost Canvas - Il mito di Ade, capitolo 64
37. ↑  Manga de I Cavalieri dello zodiaco - The Lost Canvas - Il mito di Ade - Extra, Volume 4
38. ↑  (FR) Pallas Belda - SaintSeiyaPedia, su saintseiyapedia.com. URL consultato l'11 settembre 2020.
39. ↑  Anime di Saint Seiya Ω, episodio 63
40. 1 2  Anime di Saint Seiya Ω, episodio 71
41. ↑  Manga de I Cavalieri dello zodiaco: Saintia Sho - Le sacre guerriere di Atena, stage 13
42. ↑  Manga de I Cavalieri dello zodiaco: Saintia Sho - Le sacre guerriere di Atena, stage 18
43. ↑  Manga de I Cavalieri dello zodiaco - Episode G, capitolo 2
44. ↑  Anime di Saint Seiya Ω, episodio 18
45. ↑  Nel terzo OVA della serie Sanctuary allo Specter Rhadamante viene data una capacità simili
46. ↑  I Cavalieri dello zodiaco - Saint Seiya- Hades, OVA 14 (1 Inferno), edizione italiana
47. ↑  Saint Seiya Next Dimension volume 12
48. ↑  Saint Seiya Next Dimension volume 14
49. 1 2 3  Capitoli de I Cavalieri dello zodiaco - The Lost Canvas - Il mito di Ade - Extra, capitolo 47
50. ↑  Capitoli de I Cavalieri dello zodiaco - The Lost Canvas - Il mito di Ade - Extra, capitolo 48
51. 1 2  Manga de I Cavalieri dello zodiaco - Episode G - Assassin, capitolo 80
52. ↑  Manga de I Cavalieri dello zodiaco - Episode G - Assassin, capitolo 81
53. ↑  Manga de I Cavalieri dello zodiaco - Episode G - Assassin, capitolo 50
54. ↑  Manga de I Cavalieri dello zodiaco - Episode G - Assassin, capitolo 97
55. ↑  Manga de I Cavalieri dello zodiaco - Episode G - Assassin, capitolo 98
56. ↑  Saint Seiya Next Dimension volume 2
57. ↑  Saint Seiya Next Dimension Volume 2 JPOP
58. ↑  Saint Seiya Next Dimension volume 16
59. ↑  Saint Seiya Next Dimension volume 2